# Ahmadjian Peak
Ahmadjian Peak är en bergstopp i Antarktis. Den ligger i Östantarktis. Nya Zeeland gör anspråk på området. Toppen på Ahmadjian Peak är 2 910 meter över havet.
Terrängen runt Ahmadjian Peak är bergig åt nordost, men åt sydväst är den kuperad. Trakten är obefolkad. Det finns inga samhällen i närheten.